# Región de Bohemia Meridional
La Región de Bohemia Meridional (en checo Jihočeský kraj; en alemán: Südböhmische Region, pronunciado /zyːtbøːmɪʃə ʁeˈɡi̯oːn/) es una unidad administrativa (kraj) de la República Checa, situada en la parte sur de la región histórica de Bohemia, aunque también incluye una pequeña parte del suroeste de Moravia. Limita con las regiones de Pilsen, Bohemia Central, Vysočina y Moravia Meridional. También limita con Alemania y Austria. Esta región también suele llamarse Budĕjovický kraj o Českobudĕjovický kraj pero desde 2001 estos términos se han vuelto obsoletos. Su capital es České Budějovice.

## Distritos (población año 2018)

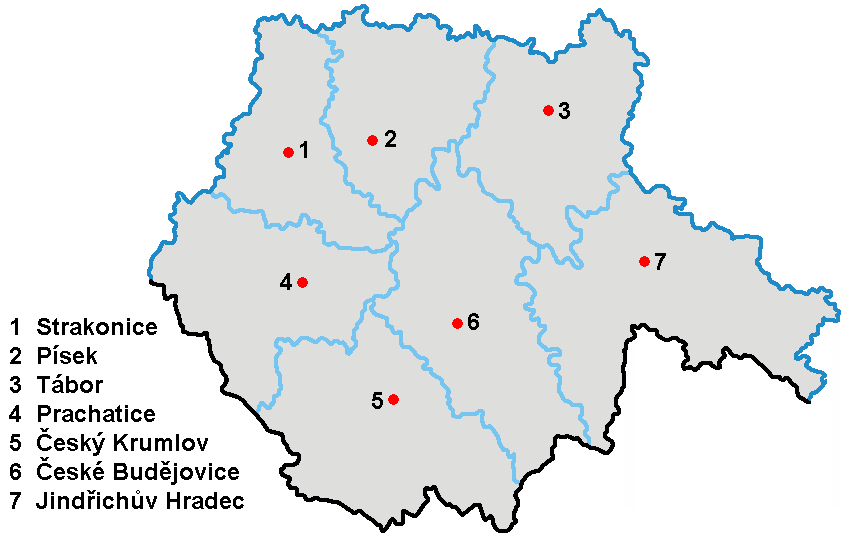
Distritos en la Región de Bohemia Meridional.

La región está, a su vez, dividida en varios distritos (en checo okresy):
- Distrito de České Budějovice 193,337
- Distrito de Český Krumlov 61,187
- Distrito de Jindřichův Hradec 90,835
- Distrito de Písek 71,067
- Distrito de Prachatice 50,700
- Distrito de Strakonice 70,760
- Distrito de Tábor 102,310

## Ciudades importantes
- Bechyně
- Blatná
- České Budějovice
- České Velenice
- Český Krumlov
- Dačice
- Jindřichův Hradec
- Kaplice
- Milevsko
- Mladá Vožice
- Netolice
- Nová Bystřice
- Nové Hrady
- Písek
- Prachatice
- Protivín
- Sezimovo Ústí
- Slavonice
- Soběslav
- Strakonice
- Tábor
- Trhové Sviny
- Třeboň
- Týn nad Vltavou
- Veselí nad Lužnicí
- Vimperk
- Vodňany
- Volary
- Volyně